# Stauridiosarsia nipponica
Stauridiosarsia nipponica is een hydroïdpoliep uit de familie Corynidae. De poliep komt uit het geslacht Stauridiosarsia. Stauridiosarsia nipponica werd in 1927 voor het eerst wetenschappelijk beschreven door Uchida. 